# Liste der IATA-Codes/F
Diese Teilliste führt alle IATA-Flughafencodes auf, die mit „F“ beginnen, und enthält Informationen zu den bezeichneten Verkehrsknotenpunkten.

## FA
| IATA | ICAO | Flughafen                             | Ort                               | Region                 | Land                   |
| ---- | ---- | ------------------------------------- | --------------------------------- | ---------------------- | ---------------------- |
| FAA  | GUFH | Flugplatz Faranah                     | Faranah                           | Faranah                | Guinea                 |
| FAB  | EGLF | Farnborough Airfield                  | Farnborough                       | England                | Vereinigtes Königreich |
| FAC  | NTKF | Flughafen Faaite                      | Faaite                            | Französisch-Polynesien | Frankreich             |
| FAE  | EKVG | Flughafen Vágar                       | Sørvágur                          | Färöer                 | Dänemark               |
| FAF  | KFAF | Felker Army Air Field                 | Fort Eustis                       | Virginia               | USA                    |
| FAG  | BIFM | Flugplatz Fagurhólsmýri               | Fagurhólsmýri                     | Austurland             | Island                 |
| FAH  | OAFR | Flughafen Farah                       | Farah                             | Farah                  | Afghanistan            |
| FAI  | PAFA | Fairbanks International Airport       | Fairbanks                         | Alaska                 | USA                    |
| FAJ  | TJFA | Flughafen „Diego Jimenez Torres“      | Fajardo                           | Puerto Rico            | USA                    |
| FAK  | –    | Wasserflugzeugbasis False Island      | False Island auf Chichagof Island | Alaska                 | USA                    |
| FAM  | KFAM | Regionalflughafen Farmington          | Farmington                        | Missouri               | USA                    |
| FAO  | LPFR | Flughafen Faro                        | Faro                              | Algarve                | Portugal               |
| FAQ  | AYFR | Flugplatz Frieda River                | Frieda-River-Projekt              | East Sepik Province    | Papua-Neuguinea        |
| FAR  | KFAR | Hector International Airport          | Fargo                             | North Dakota           | USA                    |
| FAS  | BIFF | Flugplatz Fáskrúðsfjörður             | Fáskrúðsfjörður                   | Austurland             | Island                 |
| FAT  | KFAT | Fresno Yosemite International Airport | Fresno                            | Kalifornien            | USA                    |
| FAU  | OOFD | Flughafen Fahud                       | Fahud                             | az-Zahira              | Oman                   |
| FAV  | NTGF | Flughafen Fakarava                    | Fakarava                          | Französisch-Polynesien | Frankreich             |
| FAY  | KFAY | Fayetteville Regional Airport         | Fayetteville                      | North Carolina         | USA                    |
| FAZ  | OISF | Flughafen Fasa                        | Fasa                              | Fars                   | Iran                   |

## FB
| IATA | ICAO | Flughafen                      | Ort               | Region         | Land                         |
| ---- | ---- | ------------------------------ | ----------------- | -------------- | ---------------------------- |
| FBA  | SWOB | Flughafen Fonte Boa            | Fonte Boa         | Amazonas       | Brasilien                    |
| FBD  | OAFZ | Flughafen Faizabad             | Faizabad          | Badachschan    | Afghanistan                  |
| FBE  | SSFB | Flughafen Francisco Betrão     | Francisco Beltrão | Paraná         | Brasilien                    |
| FBG  | KFBG | Simmons Army Airfield          | Fort Bragg        | North Carolina | Vereinigte Staaten           |
| FBK  | PAFB | Ladd Army Airfield             | Fairbanks         | Alaska         | Vereinigte Staaten           |
| FBL  | KFBL | Kommunaler Flughafen Faribault | Faribault         | Minnesota      | Vereinigte Staaten           |
| FBM  | FZQA | Flughafen Lubumbashi           | Lubumbashi        | Haut-Katanga   | Demokratische Republik Kongo |
| FBR  | KFBR | Flughafen Fort Bridger         | Fort Bridger      | Wyoming        | Vereinigte Staaten           |
| FBS  | –    | Friday Harbor Sea Plane Base   | Friday Harbor     | Washington     | Vereinigte Staaten           |
| FBY  | KFBY | Kommunaler Flughafen Fairbury  | Fairbury          | Nebraska       | Vereinigte Staaten           |

## FC
| IATA | ICAO | Flughafen                                   | Ort              | Region        | Land               |
| ---- | ---- | ------------------------------------------- | ---------------- | ------------- | ------------------ |
| FCA  | KGPI | Internationaler Flughafen Glacier Park      | Kalispell        | Montana       | Vereinigte Staaten |
| FCB  | FAFB | Flughafen Ficksburg                         | Ficksburg        | Freistaat     | Südafrika          |
| FCH  | KFCH | Fresno Chandler Executive Airport           | Fresno           | Kalifornien   | Vereinigte Staaten |
| FCM  | KFCM | Flughafen Flying Cloud                      | Minneapolis      | Minnesota     | Vereinigte Staaten |
| FCN  | ETMN | Flughafen Cuxhaven-Nordholz                 | Cuxhaven         | Niedersachsen | Deutschland        |
| FCO  | LIRF | Internationaler Flughafen Leonardo da Vinci | Rom (Fiumicino)  | Latium        | Italien            |
| FCS  | KFCS | Butts Army Air Field                        | Colorado Springs | Colorado      | Vereinigte Staaten |
| FCY  | KFCY | Kommunaler Flughafen Forrest City           | Forrest City     | Arkansas      | Vereinigte Staaten |

## FD
| IATA | ICAO | Flughafen                                         | Ort             | Region            | Land                         |
| ---- | ---- | ------------------------------------------------- | --------------- | ----------------- | ---------------------------- |
| FDE  | ENBL | Flughafen Førde                                   | Førde           | Vestland          | Norwegen                     |
| FDF  | TFFF | Internationaler Flughafen Martinique Aimé Césaire | Fort-de-France  | Martinique        | Frankreich                   |
| FDH  | EDNY | Bodensee-Airport Friedrichshafen                  | Friedrichshafen | Baden-Württemberg | Deutschland                  |
| FDK  | KFDK | Kommunaler Flughafen Frederick                    | Frederick       | Maryland          | Vereinigte Staaten           |
| FDR  | KFDR | Regionaler Flughafen Frederick                    | Frederick       | Oklahoma          | Vereinigte Staaten           |
| FDU  | FZBO | Flughafen Bandundu                                | Bandundu        | Bandundu          | Demokratische Republik Kongo |
| FDY  | KFDY | Flughafen Findlay                                 | Findlay         | Ohio              | Vereinigte Staaten           |

## FE
| IATA | ICAO | Flughafen                     | Ort                 | Region        | Land                   |
| ---- | ---- | ----------------------------- | ------------------- | ------------- | ---------------------- |
| FEA  | -    | Flugplatz Fetlar              | Fetlar              | Schottland    | Vereinigtes Königreich |
| FEB  | VNSR | Flugplatz Sanphebagar         | Sanphebagar         | Seti          | Nepal                  |
| FEC  | SNJD | Flughafen Feira de Santana    | Feira de Santana    | Bahia         | Brasilien              |
| FEG  | UTFF | Flughafen Fergana             | Fargʻona            | Farg’ona      | Usbekistan             |
| FEJ  | SNOU | Aeroporto de Feijó            | Feijó               | Acre          | Brasilien              |
| FEK  | DIFK | Flugplatz Ferkessédougou      | Ferkessédougou      | Savanes       | Elfenbeinküste         |
| FEL  | ETSF | Flugplatz Fürstenfeldbruck    | Fürstenfeldbruck    | Bayern        | Deutschland            |
| FEN  | SBFN | Flughafen Fernando de Noronha | Fernando de Noronha | Pernambuco    | Brasilien              |
| FEP  | KFEP | Albertus Airport              | Freeport            | Illinois      | Vereinigte Staaten     |
| FET  | KFET | Kommunaler Flughafen Fremont  | Fremont             | Nebraska      | Vereinigte Staaten     |
| FEZ  | GMFF | Flughafen Fès-Saïss           | Fès                 | Fès-Boulemane | Marokko                |

## FF
| IATA | ICAO | Flughafen                                               | Ort              | Region              | Land                   |
| ---- | ---- | ------------------------------------------------------- | ---------------- | ------------------- | ---------------------- |
| FFA  | KFFA | Flughafen First Flight                                  | Kill Devil Hills | North Carolina      | Vereinigte Staaten     |
| FFD  | EGVA | RAF Fairford                                            | Fairford         | England             | Vereinigtes Königreich |
| FFL  | KFFL | Kommunaler Flughafen Fairfield                          | Fairfield        | Iowa                | Vereinigte Staaten     |
| FFM  | KFFM | Kommunaler Flughafen Fergus Falls/Einar Mickelson Field | Fergus Falls     | Minnesota           | Vereinigte Staaten     |
| FFO  | KFFO | Wright-Patterson Air Force Base                         | Dayton           | Ohio                | Vereinigte Staaten     |
| FFT  | KFFT | Capital City Airport                                    | Frankfort        | Kentucky            | Vereinigte Staaten     |
| FFU  | SCFT | Flugplatz Futaleufú                                     | Futaleufú        | Región de los Lagos | Chile                  |

## FG
| IATA | ICAO | Flughafen          | Ort      | Region                 | Land        |
| ---- | ---- | ------------------ | -------- | ---------------------- | ----------- |
| FGD  | GQPF | Flugplatz F’dérik  | F’dérik  | Tiris Zemmour          | Mauretanien |
| FGI  | NSFI | Flughafen Fagali’i | Apia     | Tuamasaga              | Samoa       |
| FGU  | NTGB | Flughafen Fangatau | Fangatau | Französisch-Polynesien | Frankreich  |

## FH
| IATA | ICAO | Flughafen                                              | Ort          | Region                 | Land               |
| ---- | ---- | ------------------------------------------------------ | ------------ | ---------------------- | ------------------ |
| FHU  | KFHU | Kommunaler Flughafen Sierra Vista/Libby Army-Air-Field | Sierra Vista | Arizona                | Vereinigte Staaten |
| FHZ  | NTKH | Flugplatz Fakahina                                     | Fakahina     | Französisch-Polynesien | Frankreich         |

## FI
| IATA | ICAO | Flughafen                            | Ort              | Region             | Land                         |
| ---- | ---- | ------------------------------------ | ---------------- | ------------------ | ---------------------------- |
| FID  | –    | Flughafen Elizabeth Field            | Fishers Island   | New York           | Vereinigte Staaten           |
| FIE  | EGEF | Flugplatz Fair Isle                  | Fair Isle        | Schottland         | Vereinigtes Königreich       |
| FIG  | GUFA | Flugplatz Fria                       | Fria             | Boké               | Guinea                       |
| FIH  | FZAA | Internationaler Flughafen von Ndjili | Kinshasa         | Kinshasa           | Demokratische Republik Kongo |
| FIK  | YFNE | Flugplatz Finke                      | Aputula          | Northern Territory | Australien                   |
| FIL  | KFOM | Kommunaler Flughafen Fillmore        | Fillmore         | Utah               | Vereinigte Staaten           |
| FIN  | AYFI | Flugplatz Finschhafen                | Finschhafen      | Morobe             | Papua-Neuguinea              |
| FIZ  | YFTZ | Flughafen Fitzroy Crossing           | Fitzroy Crossing | Western Australia  | Australien                   |

## FJ
| IATA | ICAO | Flughafen                            | Ort        | Region     | Land                         |
| ---- | ---- | ------------------------------------ | ---------- | ---------- | ---------------------------- |
| FJR  | OMFJ | Internationaler Flughafen Fudschaira | Fudschaira | Fudschaira | Vereinigte Arabische Emirate |

## FK
| IATA | ICAO | Flughafen                                       | Ort          | Region            | Land                         |
| ---- | ---- | ----------------------------------------------- | ------------ | ----------------- | ---------------------------- |
| FKB  | EDSB | Flughafen Karlsruhe/Baden-Baden                 | Rheinmünster | Baden-Württemberg | Deutschland                  |
| FKI  | FZIC | Flughafen Kisangani-Bangoka                     | Kisangani    | Tshopo            | Demokratische Republik Kongo |
| FKJ  | RJNF | Flughafen Fukui                                 | Fukui        | Honshū            | Japan                        |
| FKL  | KFKL | Regionalflughafen Venango                       | Franklin     | Pennsylvania      | Vereinigte Staaten           |
| FKN  | KFKN | Kommunaler Flughafen Franklin/John Beverly Rose | Franklin     | Virginia          | Vereinigte Staaten           |
| FKQ  | WASF | Flughafen Fakfak                                | Fakfak       | Papua Barat       | Indonesien                   |
| FKS  | RJSF | Flughafen Fukushima                             | Fukushima    | Fukushima         | Japan                        |

## FL
| IATA | ICAO | Flughafen                                       | Ort                   | Region             | Land                   |
| ---- | ---- | ----------------------------------------------- | --------------------- | ------------------ | ---------------------- |
| FLA  | SKFL | Flughafen Florencia                             | Florencia             | Caquetá            | Kolumbien              |
| FLB  | SNQG | Flughafen Cangapara                             | Floriano              | Piauí              | Brasilien              |
| FLD  | KFLD | Flughafen Fond du Lac County                    | Fond du Lac           | Wisconsin          | Vereinigte Staaten     |
| FLF  | EDXF | Flugplatz Flensburg-Schäferhaus                 | Flensburg             | Schleswig-Holstein | Deutschland            |
| FLG  | KFLG | Flagstaff Pulliam Airport                       | Flagstaff             | Arizona            | Vereinigte Staaten     |
| FLH  | –    | Flugplatz Flotta                                | Flotta                | Schottland         | Vereinigtes Königreich |
| FLI  | BIHT | Flugplatz Flateyri                              | Flateyri              | Vestfirðir         | Island                 |
| FLL  | KFLL | Fort Lauderdale-Hollywood International Airport | Fort Lauderdale       | Florida            | Vereinigte Staaten     |
| FLM  | SGFI | Flughafen Filadelfia                            | Filadelfia            | Boquerón           | Paraguay               |
| FLN  | SBFL | Florianópolis - Hercilio Luz                    | Florianópolis         | Santa Catarina     | Brasilien              |
| FLO  | KFLO | Florence Regional Airport                       | Florence              | South Carolina     | Vereinigte Staaten     |
| FLP  | KFLP | Marion County Regional Airport                  | Flippin               | Arkansas           | Vereinigte Staaten     |
| FLR  | LIRQ | Flughafen Peretola                              | Florenz               | Toskana            | Italien                |
| FLS  | YFLI | Flughafen Flinders Island                       | Flinders Island       | Tasmanien          | Australien             |
| FLT  | –    | Flughafen Flat                                  | Flat                  | Alaska             | Vereinigte Staaten     |
| FLV  | KFLV | Sherman Army Airfield                           | Fort Leavenworth      | Kansas             | Vereinigte Staaten     |
| FLW  | LPFL | Flughafen Flores                                | Santa Cruz das Flores | Azoren             | Portugal               |
| FLX  | KFLX | Kommunaler Flugplatz Fallon                     | Fallon                | Nevada             | Vereinigte Staaten     |
| FLY  | YFIL | Flugplatz Finley                                | Finley                | New South Wales    | Australien             |
| FLZ  | WIMS | Flughafen Sibolga                               | Sibolga               | Sumatra Utara      | Indonesien             |

## FM
| IATA | ICAO | Flughafen                         | Ort          | Region              | Land                         |
| ---- | ---- | --------------------------------- | ------------ | ------------------- | ---------------------------- |
| FMA  | SARF | Flughafen Formosa                 | Formosa      | Formosa             | Argentinien                  |
| FME  | KFME | Flughafen Tipton                  | Fort Meade   | Maryland            | Vereinigte Staaten           |
| FMH  | KFMH | Otis Air National Guard Base      | Falmouth     | Massachusetts       | Vereinigte Staaten           |
| FMI  | FZRF | Flughafen Kalemie                 | Kalemie      | Tanganyika          | Demokratische Republik Kongo |
| FMM  | EDJA | Flughafen Memmingen               | Memmingen    | Bayern              | Deutschland                  |
| FMN  | KFMN | Four Corners Regional Airport     | Farmington   | New Mexico          | Vereinigte Staaten           |
| FMO  | EDDG | Flughafen Münster/Osnabrück       | Greven       | Nordrhein-Westfalen | Deutschland                  |
| FMS  | KFSW | Kommunaler Flughafen Fort Madison | Fort Madison | Iowa                | Vereinigte Staaten           |
| FMU  | –    | Florence Municipal                | Florence     | Oregon              | Vereinigte Staaten           |
| FMY  | KFMY | Flughafen Page Field              | Fort Myers   | Florida             | Vereinigte Staaten           |

## FN
| IATA | ICAO | Flughafen                                  | Ort                   | Region                 | Land               |
| ---- | ---- | ------------------------------------------ | --------------------- | ---------------------- | ------------------ |
| FNA  | GFLL | Freetown International Airport             | Freetown              | Western Area           | Sierra Leone       |
| FNB  | EDBN | Flughafen Neubrandenburg                   | Trollenhagen          | Mecklenburg-Vorpommern | Deutschland        |
| FNC  | LPMA | Flughafen Madeira                          | Funchal               | Madeira                | Portugal           |
| FNE  | AYFA | Flugplatz Fane                             | Fane                  | Central Province       | Papua-Neuguinea    |
| FNG  | DFEF | Flughafen Fada N’Gourma                    | Fada N’Gourma         | Est                    | Burkina Faso       |
| FNH  | HAFN | Flugplatz Fincha'a                         | Fincha'a              | Oromia                 | Äthiopien          |
| FNI  | LFTW | Flughafen Nîmes-Alès-Camargue-Cévennes     | Nîmes                 | Okzitanien             | Frankreich         |
| FNJ  | ZKPY | Flughafen Sunan                            | Pjöngjang             | Pjöngjang              | Nordkorea          |
| FNL  | KFNL | Fort Collins/Kommunaler Flughafen Loveland | Fort Collins/Loveland | Colorado               | Vereinigte Staaten |
| FNR  | PANR | Wasserflugzeugbasis Funter Bay             | Funter Bay            | Alaska                 | Vereinigte Staaten |
| FNT  | KFNT | Bishop International Airport               | Flint                 | Michigan               | Vereinigte Staaten |
| FNU  | LIER | Flugplatz Oristano                         | Oristano              | Sardinien              | Italien            |

## FO
| IATA | ICAO | Flughafen                                           | Ort               | Region            | Land                   |
| ---- | ---- | --------------------------------------------------- | ----------------- | ----------------- | ---------------------- |
| FOA  | EGFO | Flugplatz Foula                                     | Foula             | Schottland        | Vereinigtes Königreich |
| FOB  | –    | Flughafen Fort Bragg                                | Fort Bragg        | Kalifornien       | Vereinigte Staaten     |
| FOC  | ZSFZ | Flughafen Fuzhou Changle                            | Fuzhou            | Fujian            | Volksrepublik China    |
| FOD  | KFOD | Fort Dodge Regional Airport                         | Fort Dodge        | Iowa              | Vereinigte Staaten     |
| FOE  | KFOE | Flughafen Forbes Field                              | Topeka            | Kansas            | Vereinigte Staaten     |
| FOG  | LIBF | Flughafen Foggia                                    | Foggia            | Apulien           | Italien                |
| FOK  | KFOK | Flughafen Francis S. Gabreski                       | Westhampton Beach | New York          | Vereinigte Staaten     |
| FOM  | FKKM | Flughafen Foumban                                   | Foumban           | Ouest             | Kamerun                |
| FON  | MRAN | Flugplatz Fortuna                                   | Fortuna           | Alajuela          | Costa Rica             |
| FOO  | WABF | Flughafen Kornasoren                                | Numfor            | Papua             | Indonesien             |
| FOR  | SBFZ | Internationaler Flughafen Pinto Martins - Fortaleza | Fortaleza         | Ceará             | Brasilien              |
| FOS  | YFRT | Flugplatz Forrest                                   | Forrest           | Western Australia | Australien             |
| FOT  | YFST | Flugplatz Forster                                   | Forster           | New South Wales   | Australien             |
| FOU  | FOGF | Flugplatz Fougamou                                  | Fougamou          | Ngounié           | Gabun                  |
| FOY  | –    | Flugplatz Foya                                      | Foya              | Lofa County       | Liberia                |

## FP
| IATA | ICAO | Flughafen                                  | Ort         | Region       | Land               |
| ---- | ---- | ------------------------------------------ | ----------- | ------------ | ------------------ |
| FPO  | MYGF | Internationaler Flughafen Grand Bahama     | Freeport    | Grand Bahama | Bahamas            |
| FPR  | KFPR | Internationaler Flughafen St. Lucie County | Fort Pierce | Florida      | Vereinigte Staaten |
| FPY  | –    | Flughafen Perry-Foley                      | Perry       | Florida      | Vereinigte Staaten |

## FQ
| IATA                                             | ICAO | Flughafen | Ort | Region | Land |
| ------------------------------------------------ | ---- | --------- | --- | ------ | ---- |
| Es gibt keine IATA-Codes, die mit „FQ“ beginnen. |      |           |     |        |      |

## FR
| IATA | ICAO | Flughafen                                                                           | Ort                                                                                 | Region                                                                              | Land                                                                                |
| ---- | ---- | ----------------------------------------------------------------------------------- | ----------------------------------------------------------------------------------- | ----------------------------------------------------------------------------------- | ----------------------------------------------------------------------------------- |
| FRA  | EDDF | Flughafen Frankfurt Main                                                            | Frankfurt am Main                                                                   | Hessen                                                                              | Deutschland                                                                         |
| FRB  | YFBS | Flugplatz Forbes                                                                    | Forbes                                                                              | New South Wales                                                                     | Australien                                                                          |
| FRC  | SIMK | Flughafen Franca                                                                    | Franca                                                                              | São Paulo                                                                           | Brasilien                                                                           |
| FRD  | KFHR | Flughafen Friday Harbor                                                             | Friday Harbor                                                                       | Washington                                                                          | Vereinigte Staaten                                                                  |
| FRE  | AGGF | Flugplatz Fera                                                                      | Fera                                                                                | Isabel                                                                              | Salomonen                                                                           |
| FRF  | EDAF | Rhein-Main Air Base (ehemaliger militärischer Bereich von FRA; Ende 2005 aufgelöst) | Rhein-Main Air Base (ehemaliger militärischer Bereich von FRA; Ende 2005 aufgelöst) | Rhein-Main Air Base (ehemaliger militärischer Bereich von FRA; Ende 2005 aufgelöst) | Rhein-Main Air Base (ehemaliger militärischer Bereich von FRA; Ende 2005 aufgelöst) |
| FRG  | KFRG | Flughafen Republic                                                                  | Farmingdale                                                                         | New York                                                                            | Vereinigte Staaten                                                                  |
| FRH  | KFRH | Kommunaler Flughafen French Lick                                                    | French Lick                                                                         | Indiana                                                                             | Vereinigte Staaten                                                                  |
| FRI  | KFRI | Marshall Army Air Field                                                             | Fort Riley                                                                          | Kansas                                                                              | Vereinigte Staaten                                                                  |
| FRK  | FSSF | Flugplatz Frégate                                                                   | Frégate                                                                             | Inner Islands                                                                       | Seychellen                                                                          |
| FRL  | LIPK | Flughafen Forlì                                                                     | Forlì                                                                               | Emilia-Romagna                                                                      | Italien                                                                             |
| FRM  | KFRM | Kommunaler Flughafen Fairmont                                                       | Fairmont                                                                            | Minnesota                                                                           | Vereinigte Staaten                                                                  |
| FRN  | PAFR | Army-Hubschrauberlandeplatz Bryant                                                  | Anchorage                                                                           | Alaska                                                                              | Vereinigte Staaten                                                                  |
| FRO  | ENFL | Flughafen Florø                                                                     | Florø                                                                               | Vestland                                                                            | Norwegen                                                                            |
| FRQ  | AYFE | Flugplatz Feramin                                                                   | Feramin                                                                             | Sandaun                                                                             | Papua-Neuguinea                                                                     |
| FRR  | KFRR | Flugplatz Front Royal-Warren County                                                 | Front Royal                                                                         | Virginia                                                                            | Vereinigte Staaten                                                                  |
| FRS  | MGTK | Flughafen Flores                                                                    | Flores                                                                              | El Petén                                                                            | Guatemala                                                                           |
| FRT  | SCFI | Flugplatz Frutillar                                                                 | Frutillar                                                                           | Región de los Lagos                                                                 | Chile                                                                               |
| FRU  | UAFM | Flughafen Manas                                                                     | Bischkek                                                                            | –                                                                                   | Kirgisistan                                                                         |
| FRW  | FBFT | Flughafen Francistown                                                               | Francistown                                                                         | North East                                                                          | Botswana                                                                            |
| FRY  | KIZG | Regionalflughafen Eastern Slopes                                                    | Fryeburg                                                                            | Maine                                                                               | Vereinigte Staaten                                                                  |
| FRZ  | ETHF | Heeresflugplatz Fritzlar                                                            | Fritzlar                                                                            | Hessen                                                                              | Deutschland                                                                         |

## FS
| IATA | ICAO | Flughafen                     | Ort           | Region                    | Land                   |
| ---- | ---- | ----------------------------- | ------------- | ------------------------- | ---------------------- |
| FSC  | LFKF | Flughafen Figari              | Figari        | Korsika                   | Frankreich             |
| FSD  | KFSD | Flughafen Sioux Falls         | Sioux Falls   | South Dakota              | Vereinigte Staaten     |
| FSI  | KFSI | Henry Post Army Air Field     | Fort Sill     | Oklahoma                  | Vereinigte Staaten     |
| FSK  | KFSK | Kommunalflughafen Fort Scott  | Fort Scott    | Kansas                    | Vereinigte Staaten     |
| FSL  | –    | Flugplatz Fossil Downs        | Fossil Downs  | Western Australia         | Australien             |
| FSM  | KFSM | Fort Smith Regional Airport   | Fort Smith    | Arkansas                  | Vereinigte Staaten     |
| FSP  | LFVP | Flughafen St. Pierre          | Saint-Pierre  | Saint-Pierre und Miquelon | Frankreich             |
| FSS  | EGQK | Royal Air Force Kinloss       | Forres        | Schottland                | Vereinigtes Königreich |
| FST  | KFST | Flughafen Pecos County        | Fort Stockton | Texas                     | Vereinigte Staaten     |
| FSU  | KFSU | Fort Sumner Municipal Airport | Fort Sumner   | New Mexico                | Vereinigte Staaten     |
| FSZ  | RJNS | Flughafen Shizuoka            | Shizuoka      | Chūbu                     | Japan                  |

## FT
| IATA | ICAO | Flughafen                                | Ort         | Region            | Land               |
| ---- | ---- | ---------------------------------------- | ----------- | ----------------- | ------------------ |
| FTA  | NVVF | Flughafen Futuna                         | Futuna      | Wallis und Futuna | Frankreich         |
| FTE  | SAWC | Flughafen El Calafate                    | El Calafate | Santa Cruz        | Argentinien        |
| FTI  | NSFQ | Fituita Airport                          | Taʻū        | Manuainseln       | Samoa              |
| FTK  | KFTK | Godman Army Airfield                     | Fort Knox   | Kentucky          | Vereinigte Staaten |
| FTU  | FMSD | Flughafen Tolagnaro                      | Tolagnaro   | Anosy             | Madagaskar         |
| FTW  | KFTW | Fort Worth Meacham International Airport | Fort Worth  | Texas             | Vereinigte Staaten |
| FTX  | FCOO | Flughafen Owando                         | Owando      | Cuvette           | Republik Kongo     |
| FTY  | KFTY | Flughafen Fulton County/Brown Field      | Atlanta     | Georgia           | USA                |

## FU
| IATA | ICAO | Flughafen                          | Ort                | Region            | Land                |
| ---- | ---- | ---------------------------------- | ------------------ | ----------------- | ------------------- |
| FUB  | –    | Flugplatz Fulleborn                | Fulleborn          | West New Britain  | Papua-Neuguinea     |
| FUE  | GCFV | Flughafen Fuerteventura            | Puerto del Rosario | Kanarische Inseln | Spanien             |
| FUG  | ZSFY | Flughafen Fuyang                   | Fuyang             | Anhui             | Volksrepublik China |
| FUJ  | RJFE | Flughafen Gotō-Fukue               | Gotō               | Nagasaki          | Japan               |
| FUK  | RJFF | Flughafen Fukuoka                  | Fukuoka            | Kyūshū            | Japan               |
| FUL  | KFUL | Kommunaler Flughafen Fullerton     | Fullerton          | Kalifornien       | Vereinigte Staaten  |
| FUM  | AYFU | Flugplatz Fuma                     | Fuma               | Western Province  | Papua-Neuguinea     |
| FUN  | NGFU | Internationaler Flughafen Funafuti | Funafuti           | –                 | Tuvalu              |
| FUO  | ZGFS | Flughafen Foshan                   | Foshan             | Guangdong         | Volksrepublik China |
| FUT  | NLWF | Flughafen Futuna Pointe Vele       | Futuna             | Wallis und Futuna | Frankreich          |

## FV
| IATA | ICAO | Flughafen                     | Ort                   | Region            | Land       |
| ---- | ---- | ----------------------------- | --------------------- | ----------------- | ---------- |
| FVL  | YFLO | Flugplatz Flora Valley        | Flora Valley          | Western Australia | Australien |
| FVM  | VRMR | Flughafen Fuvahmulah          | Fuvahmulah            | –                 | Malediven  |
| FVR  | YFRV | Forrest River Mission Airport | Forrest River Mission | Western Australia | Australien |

## FW
| IATA | ICAO | Flughafen                                       | Ort        | Region  | Land               |
| ---- | ---- | ----------------------------------------------- | ---------- | ------- | ------------------ |
| FWA  | KFWA | Fort Wayne International Airport                | Fort Wayne | Indiana | Vereinigte Staaten |
| FWH  | KNFW | Naval Air Station Joint Reserve Base Fort Worth | Fort Worth | Texas   | Vereinigte Staaten |
| FWL  | PAFW | Farewell Airport                                | Farewell   | Alaska  | Vereinigte Staaten |

## FX
| IATA | ICAO | Flughafen                           | Ort             | Region  | Land               |
| ---- | ---- | ----------------------------------- | --------------- | ------- | ------------------ |
| FXE  | KFXE | Flughafen Fort Lauderdale Executive | Fort Lauderdale | Florida | Vereinigte Staaten |
| FXO  | FQCB | Flughafen Cuamba                    | Cuamba          | Niassa  | Mosambik           |
| FXY  | KFXY | Kommunaler Flughafen Forest City    | Forest City     | Iowa    | Vereinigte Staaten |

## FY
| IATA | ICAO | Flughafen                         | Ort          | Region       | Land                |
| ---- | ---- | --------------------------------- | ------------ | ------------ | ------------------- |
| FYJ  | ZYFY | Flughafen Fuyuan                  | Fuyuan       | Heilongjiang | VR China            |
| FYM  | KFYM | Kommunaler Flughafen Fayetteville | Fayetteville | Tennessee    | Vereinigte Staaten  |
| FYN  | ZWFY | Flughafen Fuyun                   | Fuyun        | Xinjiang     | Volksrepublik China |
| FYT  | FTTY | Flughafen Faya-Largeau            | Faya-Largeau | Borkou       | Tschad              |
| FYU  | PFYU | Fort Yukon Airport                | Fort Yukon   | Alaska       | Vereinigte Staaten  |
| FYV  | KFYV | Flugplatz Drake Field             | Fayetteville | Arkansas     | Vereinigte Staaten  |

## FZ
| IATA | ICAO | Flughafen              | Ort            | Region  | Land                   |
| ---- | ---- | ---------------------- | -------------- | ------- | ---------------------- |
| FZL  | UBBF | Flughafen Füzuli       | Füzuli         | Füzuli  | Aserbaidschan          |
| FZO  | EGTG | Bristol Filton Airport | Bristol/Filton | England | Vereinigtes Königreich |